# 哈仙達崗
哈仙達崗（Hacienda Heights，常簡稱為哈崗）是美国加利福尼亞州洛杉磯县境內的一個人口普查指定非建制社區，位於聖蓋博谷南部，朋地山山腳下。哈仙達崗是洛杉磯市郊主要的亞裔新移民聚居點之一，地名中的「Hacienda」是西班牙语中的“大庄园”之意。

## 簡介
在2003年，哈崗有投票權的公民進行一次關於社區應否轉化為城市並建立市政府進行自治的公投。贊成者認為建立一個新城市可以擁有更好的發展和提供更充足的治安和消防服務，但反對者則認為新城市將會令稅項增加而且會令周邊的居住點發展成為商業城區。現在大部分原先的土地已經被合併至工业市（City of Industry），以避免繳交未被合併地區的稅項。

## 地理
哈仙達崗位於聖蓋博谷的東部，北鄰工業市（City of Industry）與西柯汶納（West Covina），西接惠提爾（Whittier），拉哈布拉高地（La Habra Heights）位於其南邊，朝西則可經過加州州道60號（CA Route 60，又名波莫納公路（Pomona Freeway））連往羅蘭崗（Rowland Heights）。
根據美國人口調查局的定義，哈仙達崗的社區範圍約為29平方公里，其中約有0.06%的小部分面積為水域。

## 人口統計
根據2000年的人口普查，哈仙達崗住有53,122人，當中有15,993個家戶以及13,418個家庭。人口密度為每平方公里1802.3人，另外住屋為每平方公里555個單位，全社區合計有16,358個單位。
種族分佈如下：
| 族裔       | 人口百分比 |
| ---------- | ---------- |
| 白人       | 41.03%     |
| 亞裔       | 36.09%     |
| 其他種族   | 16.6%      |
| 非裔美國人 | 1.55%      |
| 美國原住民 | 0.72%      |
| 太平洋島民 | 0.12%      |

另外，全部人口中有38.25%的人是拉丁裔。
在15,993戶人口當中，有37.1%的家戶內有18歲以下的子女同住，65.8%已婚並與伴侶居住在一起，12.5%為女性當家，還有16.1%為非家庭家戶。另外，當中還有12.6%為獨居、5.2%有65歲以上長者同住。每家戶平均組成人數為3.32人，每個家庭的平均組成人數為3.58人。
人口年齡的分佈如下：
| 18歲以下   | 25.3% |
| 18歲至24歲 | 9.3%  |
| 25歲至44歲 | 27.9% |
| 45歲至64歲 | 25.6% |
| 65歲以上   | 11.9% |

年齡中位數為37歲。另外，男女分佈方面，每100個女性對95.9個男性。而未成年（未满18岁）人口中每100個女性則對93.1個男性。
每戶的入息中位數為41485美元，每個家庭的入息中位數為44827美元。男性的入息中位數為24238美元對女性的18563美元。每人平均收入為21893美元，9.3%的人口以及7.3%的家庭處於貧窮線以下。以總人口人數來計算的話，10.1%的未成年人口（18歲以下）以及10.1%的老龄人口（65歲以上）低于貧窮線。

## 地標
- 朋地山垃圾掩埋場（Puente Hills Landfill）：位在哈仙達崗與惠提爾之間的朋地山是美國境內最大的運作中掩埋場，並以高科技的生態保育垃圾處理著稱。
- 佛光山西來寺（Fo Guang Shan Hsi Lai Temple，I.B.P.S.）：是南加州、乃至於整個北美洲最大的佛教寺廟。

## 知名人士
出身自哈仙達崗的知名人士包括有：
- 卡派斯·保列特（Caprice Bourret）：模特兒與女演員
- 桑恩·科迪（Shaun Cody）：美式足球隊底特律獅子隊員，畢業於洛斯拉圖斯高中。
- 菲姬（Fergie, Stacy Ann Ferguson）：饒舌音樂團體黑眼豆豆（The Black Eyed Peas）的女主唱。

## 外部連結
- 聖蓋博谷地區商務協會（英文）

34°0′2″N 117°58′10″E / 34.00056°N 117.96944°E
1. ↑  . United States Census Bureau.